# Francisco Dornelles
Francisco Oswaldo Neves Dornelles (Belo Horizonte, 7 de enero de 1935-Río de Janeiro, 23 de agosto de 2023) fue un abogado y político brasileño.

## Biografía
Dornelles proviene de una estirpe política. Es sobrino por parte materna de Tancredo Neves, y por parte paterna, de Ernesto Dornelles, de modo que está emparentado con Getúlio Vargas.
Inició su carrera política como secretario de finanzas en el Estado de Minas Gerais en 1959. Unos años después, cuando Neves fue primer ministro, fue su secretario particular. En 1979 ingresó a la Receita Federal como secretario. En 1985 fue ministro de Hacienda al inicio del mandato de José Sarney, siendo sustituido meses después por Dilson Funaro. Posteriormente, durante la presidencia de Fernando Henrique Cardoso, fue ministro de Trabajo, y también de Industria y Comercio.
En 2007 asumió la presidencia del PP, siendo reelecto en 2009 para un mandato de dos años más.
Estudió derecho en la Universidade do Brasil, actual Universidad Federal de Río de Janeiro, inició su carrera de administrador y político trabajando con su tio Tancredo Neves en la Secretaria de Finanças de Minas Gerais en 1959. Durante el periodo de Tancredo como primer ministro del país, fue su secretario particular. Se especializó en finanzas públicas y tributación llevando cursos en el exterior. Fue Secretario de la Receita Federal en 1979 y en 1985 fue Ministro da Fazenda escogido por el presidente electo indirectamente Tancredo Neves y fue mantenido en el cargo por José Sarney que asumiría el cargo de presidente.
Fue elegido diputado federal por primera vez en 1986, sendo reelegido cuatro veces seguidas. Disputó la alcaldía de la ciudad de Río de Janeiro en 1992 quedando en el séptimo lugar. Fue también ministro de industria y comercio y ministro de trabajo en el gobierno de FHC. En el 2006 fue elegido Senador de la República por el estado de Río de Janeiro.
Es sobrino del político Ernesto Dornelles por el lado paterno y de Tancredo Neves por su lado materno.
En el 2010 fue el redactor en el Senado Federal de la llamada Ley de Ficha Limpia y cambió el tiempo verbal que según el voto del ministro César Peluzo cambió el sentido de la ley haciéndola inconstitucional.ref>http://oglobo.globo.com/pais/eleicoes2010/mat/2010/09/24/apos-empate-stf-suspende-resultado-do-julgamento-do-recurso-de-roriz-contra-ficha-limpa-921072683.asp</ref>